# Edwin B. Winans

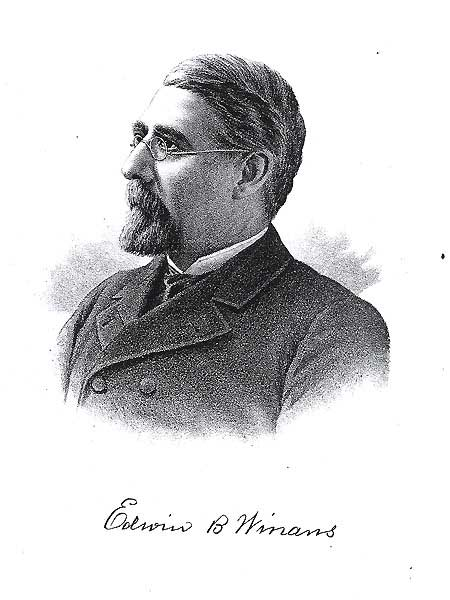
Edwin B. Winans.

Edwin Baruch Winans, född 16 maj 1826 i Livingston County, New York, död 4 juli 1894 i Livingston County, Michigan, var en amerikansk demokratisk politiker. Han representerade delstaten Michigans sjätte distrikt i USA:s representanthus 1883–1887. Han var guvernör i Michigan 1891–1893.
Winans studerade först vid Albion College och fortsatte sedan med juridikstudier vid University of Michigan. Han deltog i guldrushen i Kalifornien, återvände 1855 till Michigan för att gifta sig med Elizabeth Galloway och tre år senare bosatte sig familjen permanent i Michigan.
Winans blev invald i representanthuset i kongressvalet 1882 med omval två år senare. Han efterträdde 1891 Cyrus G. Luce som guvernör och efterträddes 1893 av John T. Rich. Året efter avled Winans och gravsattes på Hamburg Cemetery i Livingston County i Michigan.